# Río Kettle

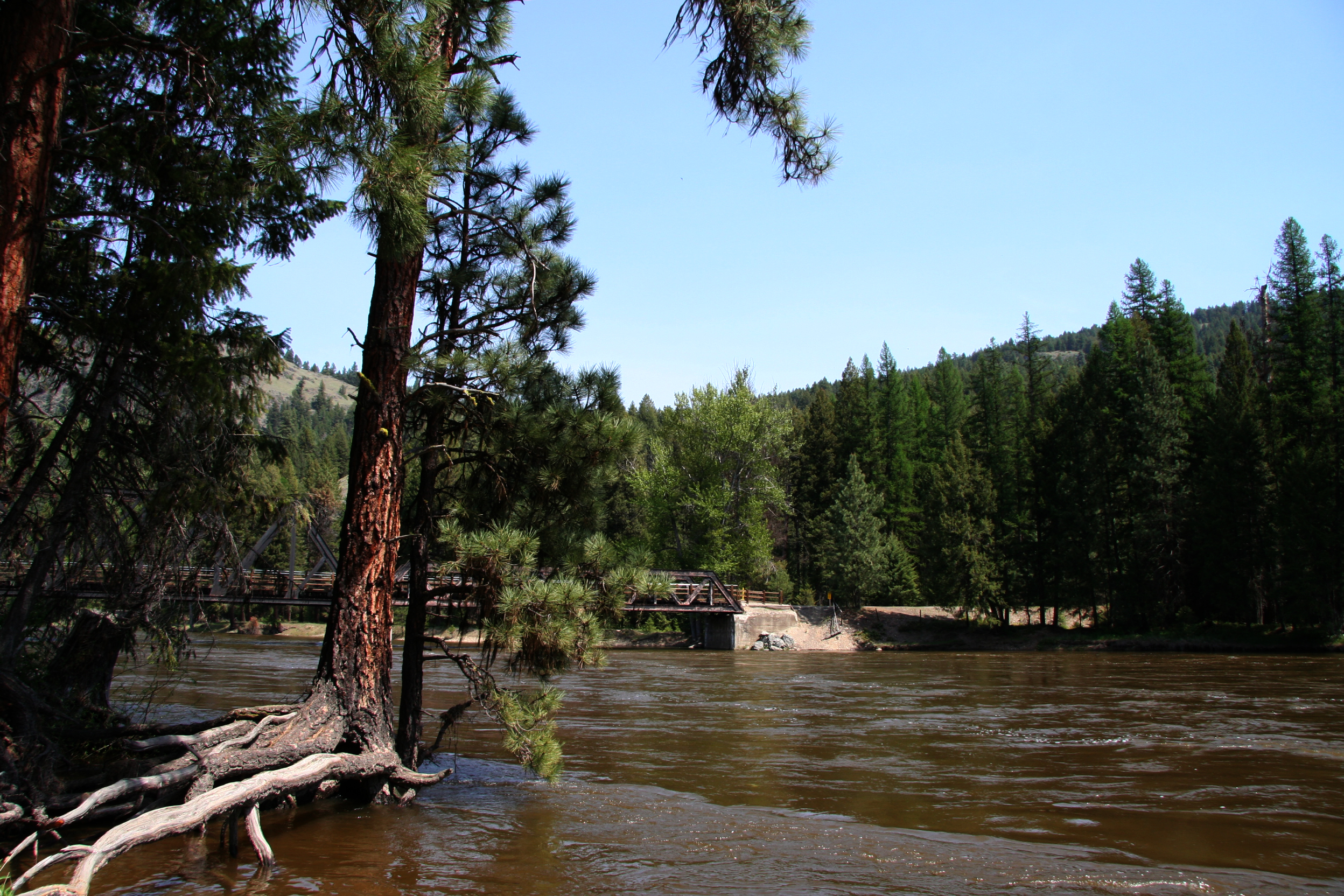
Kettle River entre Monashee Mountains y Okanagan Plateau

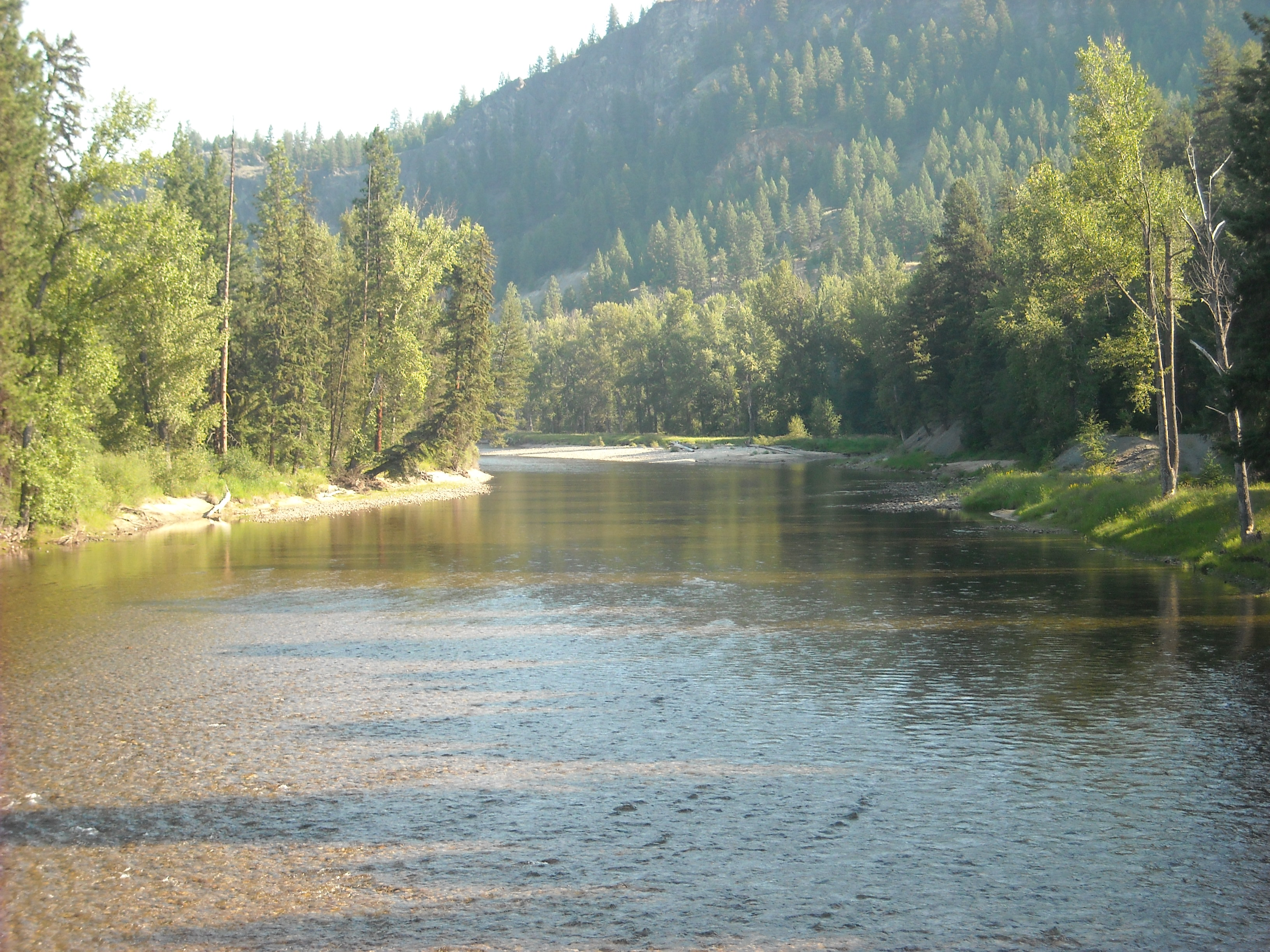

El río Kettle es un río que empieza en Canadá. Tiene 336 km de largo (desde el final del lago Holmes hasta la desembocadura). Es un afluente del río Columbia en el noreste de Washington en los Estados Unidos y el sureste de la Columbia Británica en Canadá. Los indios locales llamaron al río Ne-hoi-al-pit-kwu. El río Kettle tiene el estatus de río patrimonio de la Columbia Británica.

## Curso
Desde su nacimiento en las montañas Monashee de la Columbia Británica, el río Kettle fluye hacia el sur hasta Midway. A lo largo de su recorrido, muchos afluentes contribuyen al crecimiento del río, de los cuales el más importante es el río West Kettle. Debajo de Midway, el río atraviesa el condado de Ferry en los Estados Unidos antes de regresar al territorio canadiense. En Grand Forks desemboca en el río Granby. Desde allí, el río Kettle fluye durante unos 16 km hacia el este y finalmente sale de Canadá en dirección al sur. Desemboca en el Columbia cerca de Kettle Falls. Ahora está represado en este punto por la presa Grand Coulee para formar así el lago Franklin D. Roosevelt.

## Especies de peces
Originalmente el salmón y otros peces migratorios existían originalmente en el río Kettle. Sin embargo, la construcción de las presas Grand Coulee y Chief Joseph bloqueó la migración de peces a las zonas de desove en las cabeceras del río Columbia y otros ríos. Durante la construcción de la represa, el antiguo asentamiento de Kettle Falls se hundió en las aguas del lago Franklin D. Roosevelt.